# 庄資房
庄 資房（しょう すけふさ、弘安6年（1283年）? - 元弘3年（1333年））は、鎌倉時代末期の備中国小田郡（現岡山県南部）出身の武将。通称は左衛門四郎。幸山城・高山城初代城主。

## 略歴
父は本庄有次とされる（複数系図が存在している為、断定はできない）。子息は庄資氏（通称七郎）と庄資政（通称左衛門）。資房の代から備中庄氏は「資」を通し字とする様になった。
系図の記述によると、庄左衛門四郎資房は、片山村、幸山城、高山城を領したとある。元弘年間に鎌倉幕府方の北条仲時（越後守）軍に従い、そのまま京へ落ち、共に東国へ逃れようと近江国まで行き、番場宿の蓮華寺で仲時の一門と共に忠死したとされる。子息はその後、南朝に属して戦う事になる。
猿掛城・幸山城（高山城）の2城の城主と考えられるが、猿掛城に関しては諸説あり、子息の1人である資政が築いたと言う考えもある。あえて家長を猿掛城の初代城主として考察した場合、家長・家次・朝次・有次（時次を有次の弟とした場合）の後を継いだと言う事であるから、猿掛城5代城主と考えられる。この考えに則った場合、資氏は高山城・幸山城を継ぎ、その弟で養子となった資政は猿掛城を継いだ事になる。

## 生年考察
複数ある系図の1つ（『庄氏系図（横谷）略図』）に、51歳で没したと記述されている。しかし、この系図は、資房の父を資氏、孫を資政としているなど、かなり伝承に混乱が見られ、信用性が高いものとは言えない。このページでは、あえて系図上の記述を参考にして、逆算した結果として、1283年説を載せる。

## その他
- 別系図には、庄左衛門四郎俊充の名で記載されており、ほぼ同一人物と見られている。
- 系図には、幸山・高山城を領したとあるだけで、猿掛城の城主とは一切記述されていない（これは資氏に関しても同じである）。この事が、猿掛城を築いたのは子息の1人である資政ではないかと言った説を生じさせている。しかし、幸山城の築城以前にどこに居住していたのかと言った問題が出る時、結果として、猿掛城以外に考える事ができない事から、猿掛城主であったとも考えられる。